# Шуба Василь Іванович
Василь Іванович Шуба (15 липня 1907, місто Ромни, нині Сумська область — 14 вересня 1987, Москва) — радянський військовий діяч, полковник (1943).

## Початкова біографія
Василь Іванович Шуба народився 15 липня 1907 року в місті Ромни нині Сумської області.

## Військова служба

### Довоєнний час
У листопаді 1930 був призваний до лав РСЧА і направлений у 23-й стрілецький полк (8 стрілецька дивізія, Білоруський військовий округ), де після закінчення команди одногодічніков[уточнити термін] був призначений на посаду командира взводу полкової школи.
У травні 1932 року був направлений на навчання на бронетанкові курси удосконалення командного складу, дислоковані в Орел, після закінчення яких у вересні того ж року повернувся в 8 стрілецьку дивізію і спрямований в окремий танковий батальйон, де виконував посади командира танкетного і танкового взводів, помічника начальника штабу батальйону.
У грудні 1937 був направлений на навчання на бронетанкові курси удосконалення командного складу, дислоковані в Ленінграді, які закінчив у квітні 1938 року і в листопаді того ж року був призначений на посаду помічника начальника оперативного відділу штабу 5-го стрілецького корпусу.
У червні 1939 року Шуба був направлений на навчання до Військової академії імені М. В. Фрунзе, але після закінчення першого курсу в вересні 1940 року переведений в Вищу спеціальну школу Генштабу Червоної Армії.

### Велика Вітчизняна війна
З початком війни продовжував навчання і в серпні 1941 року був призначений на посаду помічника начальника відділення, а потім — на посаду старшого помічника начальника і заступника начальника оперативного відділу штабу 51-ї армії, яка брала участь в бойових діях в ході оборони Криму, а також в Керченсько-Феодосійської десантної операції.
У лютому 1942 року Василь Іванович Шуба був призначений на посаду начальника штабу 390-ї стрілецької дивізії, а в червні того ж року — на посаду начальника штабу 138-ї стрілецької дивізії, яка брала участь у бойових діях під час Сталінградської битви. У січні 1943 року дивізія була перетворена в 70 гвардійську і в лютому того ж року була виведена в резерв Ставки Верховного Головнокомандування, а потім була передана до складу Центрального фронту, після чого з травня брала участь в ході Курської битви й при форсуванні Дніпра.
У листопаді 1943 року був призначений на посаду начальника штабу 17-го гвардійського стрілецького корпусу, який брав участь в бойових діях в ході Київської, Житомирсько-Бердичівської, Проскурівсько-Чернівецької, Львівсько-Сандомирської та Східно-Карпатської наступальних операцій. У січні 1945 року був призначений на посаду начальника штабу 95-го стрілецького корпусу, який брав участь при звільненні Словаччини та Чехії. З квітня того ж року тимчасово виконував посаду командира цього ж корпусу.

## Післявоєнна кар'єра
У серпні 1945 року Василь Іванович Шуба був призначений на посаду начальника штабу 73-го стрілецького корпусу (Львівський військовий округ), а в листопаді 1946 року направлений на навчання в Вищу військову академію імені К. Є. Ворошилова, після закінчення якої в грудні 1948 року був призначений на посаду начальника штабу 137-го стрілецького корпусу (Далекосхідний військовий округ), в травні 1952 року — на посаду старшого викладача, а в березні 1955 року — на посаду заступника начальника кафедри загальної тактики Військово-інженерної академії імені В. В. Куйбишева.
Полковник Василь Іванович Шуба у квітні 1957 року вийшов в запас. Помер 14 вересня 1987 року в Москві.